# Gasparics Fanni
Gasparics Fanni (Budapest, 1994. november 20. –) magyar női jégkorongozó, a Brynäs IF és a magyar női jégkorong-válogatott játékosa.

## Sportpályafutása

### Klubcsapatokban
2002 óta igazolt jégkorongozó, a magyar U18-as válogatott balszélsője. Ez a válogatott a magyar jégkorong-történelem második olyan csapata, amely fel tudott jutni az A csoportba. 2012-ben a tromsői divízió I/A csoportos világbajnokságon a győztes magyar csapat legjobbjának választották, bekerült a torna All-star csapatába is. Az orosz női profiligában szereplő cseljabinszki Fakellel 2+1 éves szerződés kötött Huszák Alexandrával és Kiss-Simon Franciskával együtt 2013 augusztusában. 2015-ben az Agigyel Ufa játékosa lett. A csapattal bajnoki címet szerzett és részt vehetett az orosz bajnokság All Star-gáláján Asztanában. 2018-ban az év női jégkorongozója lett a Magyar Jégkorong-szövetség választásán.
2018. augusztus 5-én hazatért Magyarországra, a Kanadai Magyar Hokiklub csapatához. 2018. december 11-én Kanadai Magyar Hokiklub felbontott a játékos szerződését.
2019 februárjában a MAC Marylinhoz szerződött. 2021 júliusában az NWHL nemzetközi draftján a Minnesota Whitecaps kiválasztotta. 2022 októberében az amerikai Metropolitan Riveters játékosa lett.

### A válogatottban
Kovács Attilával együtt kitűnően szerepelt a finnországi Vierumäkiben, 2011 júliusában rendezett kvalifikációs viadalon. Harmadikként jutott ki az ötkarikás játékokra.
Az innsbrucki téli ifjúsági olimpián ezüstérmet nyert a jégkorong újonnan bevezetett egyéni számában, a skills challenge-ben. Az olimpiára való felkészülését Fekti Bálint, az UTE utánpótlásrészlegének vezetője felügyelte.
Tagja volt a 2019-ben az A csoportba feljutó magyar válogatottnak. Hat góljával és öt gólpasszával ő lett a  divízió I-es világbajnokság gól- és a pontkirálya, valamint legjobb csatára.

## Díjai, elismerései
- MOB Nők sportjáért junior díj (2012)[11]
- Az év magyar jégkorongozója (2021,[12] 2023[13])